# Hyloxalus picachos
Hyloxalus picachos (Ardila-Robayo, Acosta-Galvis & Coloma, 2000) è un anfibio anuro appartenente alla famiglia degli Aromobatidi.

## Etimologia
L'epiteto specifico si riferisce all'area geografica in cui è possibile incontrare la specie.

## Distribuzione e habitat
È endemica di San Vicente sulla Cordillera de Los Picachos nel dipartimento di Caquetá in Colombia. Essa si trova a 1600 m di altitudine.